# Brassica juncea
La senape indiana (Brassica juncea L. Czern.) è una pianta erbacea, annuale, della famiglia delle Brassicacee.

## Distribuzione e habitat
Originaria dell'Asia, è anche diffusa in Europa centrale e meridionale, Nord America, in Italia si trova distribuita in tutte le regioni, cresce nei campi e nei ruderati, generalmente nei luoghi umidi da 0 a 500 metri s.l.m. 

## Descrizione
Pianta glabra o quasi, solo sui rami e sui piccioli si può trovare qualche setola un po' glauca.

### Radici
Corta, gracile, e di colore bianco.

### Fusto
Pianta con fusto alto dai 30 cm ai 70 cm, robusto, ramoso, con rami alterni.

### Foglie
Le foglie inferiori sono picciuolate, runcinate-pinnafite di 5–12 cm, margine apicale ovato e basale dentato a formare 1 - 2 coppie lungamente picciuolate. Le superiori sono sessili o quasi, lanceolate o lineari, spesso intere, molto più piccole delle basali.

### Fiore
L'infiorescenza è un racemo allungato, lungo dai 6 ai 9 cm; fiori con sepali eretti, patenti e 4 petali gialli. Fiorisce tra maggio e luglio.

### Frutti
La siliqua è più o meno eretta-patente, lunga 3 – 5 cm, con il becco conico-subulato, con un quarto o un terzo della lunghezza del corpo, picciolo di 1–2 cm.

### Semi
Sono piccoli più lunghi che larghi, di diametro di 1 - 1,5 mm. Hanno colorazione bruno-rossastra, più o meno scura; la tonalità del colore può variare anche sulla stessa pianta; all'interno il colore è giallo tenue. Esternamente hanno un reticolo formato da creste sottilissime che difficilmente si riescono a distinguere ad occhio nudo.

## Moltiplicazione
È principalmente propagata per seme.

## Principi attivi
I semi contengono un alcaloide, la sinapina, ed un glucoside, la sinigrina. Le foglie contengono acido ascorbico.

## Usi

### Alimentazione
Dai suoi semi si ricava la senape nera, salsa di condimento dal sapore aspro e piccante. Nella penisola indiana è uno dei semi utilizzato per la produzione di olio di mostarda, con un aroma forte e semi-irritante come quello del rafano o del wasabi. In alcune regioni dell'Asia centrale le foglie vengono mangiate.

### Fitorisanamento
È una delle specie proposte per il fitorisanamento, nel tentativo di risanare i suoli inquinati da metalli pesanti come piombo, cadmio ecc.
Al momento il suo utilizzo è in fase sperimentale.

### Agricoltura
È una pianta coltivata oltre che per la produzione di granella anche per essere utilizzata come sovescio.

### Cosmesi
L'olio essenziale di senape entra nella produzione di prodotti per la cosmesi.